# Filippo Volfango di Hanau-Lichtenberg
Filippo Volfango di Hanau-Lichtenberg (Bouxwiller, 31 luglio 1595 – Bouxwiller, 24 febbraio 1641) fu conte di Hanau-Lichtenberg.

## Biografia
Filippo Wolfgang era figlio del conte Giovanni Reinardo I di Hanau-Lichtenberg e della sua prima moglie, Maria Elisabetta di Hohenlohe-Neuenstein-Weikersheim.
Durante gli anni della sua giovinezza, Filippo Wolfgang frequentò l'Università di Strasburgo e successivamente iniziò un Grand Tour che lo portò in Germania, Francia, Italia e Inghilterra. Egli viaggiò molto malgrado le cronache dell'epoca riportino che la sua salute fu sempre cagionevole.

### Il governo
Alla morte del padre, Filippo Wolfgang venne chiamato a succedergli ma fin dall'inizio dovette confrontarsi coi molti problemi causati dalla Guerra dei Trent'anni, malgrado egli come suo padre proseguì una politica di neutralità, fallimentare a causa della posizione geografica di confine della contea. Un nuovo scontro avvenne nel 1631 a Babenhausen quando la città e il castello vennero occupati dalle truppe imperiali e vennero saccheggiati. Un anno dopo la città venne occupata dal generale svedese conte Volgango Enrico di Isenburg. Dal 23 febbraio al 28 marzo del 1635 la città venne di nuovo assediata dal generale Philipp von Mansfeld ma senza successo. Nel 1636 Babenhausen venne occupata dalle truppe dell'arcivescovato di Magonza.
La scarsa solidità economica dei suoi domini fece sì che Filippo Wolfgang non fosse in grado di competere con questi scontri per dare una svolta decisiva allo scenario bellico, ma era unicamente in grado di assistere agli eventi. Cercando di contrastare i numerosi saccheggi che subivano le sue terre, Filippo Wolfgang si pose sotto la protezione del re di Francia, temendo fortemente le ambizioni di Bernardo di Sassonia-Weimar, importante generale militare dell'epoca.
Preso dall'insicurezza, ad ogni modo, Filippo Wolfgang prese la via per Strasburgo ove trovò rifugio per qualche tempo. Sotto il suo regno, inoltre, proseguì e dilagò la caccia alle streghe anche se la contea di Hanau-Lichtenberg contò solo pochi processi su questo tema.

### La morte
Filippo Wolfgang morì il 24 febbraio 1641 a Bouxwiller e ivi venne sepolto.
Nel suo testamento egli lasciò suo unico erede il figlio maggiore Federico Casimiro, mentre i suoi figli minori ottennero delle sovranità minori: Giovanni Filippo ottenne quella di Babenhausen e Giovanni Reinardo quella di Lichtenberg.

## Matrimonio e figli
Filippo Wolfgang si sposò due volte:
Il 15 novembre 1619 Filippo Wolfgang sposò la contessa Giovanna di Oettingen-Oettingen (30 agosto 1602 - 17 settembre 1639, Strasburgo). Da questo matrimonio nacquero i seguenti figli:
- Giovanni Luigi (14 giugno 1621, Strasburgo - 30 gennaio 1623, Buchsweiler), sepolto nella chiesa di Buchsweiler
- Anna Elisabetta (19 maggio 1622, Buchsweiler - 21 maggio 1622, Buchsweiler), sepolto nella chiesa di Buchsweiler
- Federico Casimiro (4 agosto 1623 - 30 marzo 1685)
- Dorotea Elisabetta (19 novembre 1624, Buchsweiler - 21 novembre 1624, sepolto nella chiesa di Buchsweiler
- Giovanni Filippo (13 gennaio 1626, Buchsweiler - 18 dicembre 1669, Babenhausen)
- Giovanna Giuliana (4 gennaio 1627, Buchsweiler - 4 settembre 1628, Buchsweiler)
- Giovanni Reinardo II (13 gennaio 1628, Buchsweiler - 25 aprile 1666, Bischofsheim)
- Sofia Eleonora (13 aprile 1630, Buchsweiler - 20 aprile 1662, Lützelstein), morì nubile e viveva con la sorella Agata Cristina, venne sepolta nella chiesa di Buchsweiler
- Agata Cristina (23 settembre 1632 - 5 dicembre 1681), sposò Leopoldo Ludovico, Conte Palatino di Veldenz-Lützelstein
- Cristiano Eberardo (17 luglio 1635, Strasburgo - 4 maggio 1636, Strasburgo), sepolto a Buchsweiler.

Il 17 maggio 1640 Filippo Wolfgang si risposò con la contessa Diana Dorotea di Salm (25 luglio 1604, Créhange - 19 dicembre 1672, Wörth), già vedova del conte Luigi Filippo di Rappoltstein († 19 dicembre 1672). La coppia non ebbe figli.

## Ascendenza
|                                                      |                                                              |                                                      | Genitori                                  |  |  | Nonni |  |  | Bisnonni                               |  |  | Trisnonni                              |  |
|                                                      |                                                              |                                                      |                                           |  |  |       |  |  | Filippo IV, conte di Hanau-Lichtenberg |  |  | Filippo II, conte di Hanau-Lichtenberg |  |
|                                                      |                                                              |                                                      |                                           |  |  |       |  |  | Filippo IV, conte di Hanau-Lichtenberg |  |  | Filippo II, conte di Hanau-Lichtenberg |  |
|                                                      |                                                              | Sibilla di Baden                                     |                                           |  |  |       |  |  | Filippo IV, conte di Hanau-Lichtenberg |  |  |                                        |  |
| Filippo V, conte di Hanau-Lichtenberg                |                                                              |                                                      |                                           |  |  |       |  |  | Filippo IV, conte di Hanau-Lichtenberg |  |  |                                        |  |
|                                                      |                                                              | Eleonora di Fürstenberg                              | Federico II, conte di Fürstenberg         |  |  |       |  |  |                                        |  |  |                                        |  |
|                                                      |                                                              | Eleonora di Fürstenberg                              | Federico II, conte di Fürstenberg         |  |  |       |  |  |                                        |  |  |                                        |  |
|                                                      |                                                              | Eleonora di Fürstenberg                              | Anna di Werdenberg-Heiligenberg           |  |  |       |  |  |                                        |  |  |                                        |  |
| Giovanni Reinardo I, conte di Hanau-Lichtenberg      |                                                              | Eleonora di Fürstenberg                              |                                           |  |  |       |  |  |                                        |  |  |                                        |  |
|                                                      |                                                              | Giacomo, conte di Zweibrücken-Bitsch                 | Rainardo, conte di Zweibrücken-Bitsch     |  |  |       |  |  |                                        |  |  |                                        |  |
|                                                      |                                                              | Giacomo, conte di Zweibrücken-Bitsch                 | Rainardo, conte di Zweibrücken-Bitsch     |  |  |       |  |  |                                        |  |  |                                        |  |
|                                                      |                                                              | Giacomo, conte di Zweibrücken-Bitsch                 | Anna di Salm-Kyrburg                      |  |  |       |  |  |                                        |  |  |                                        |  |
| Ludovica Margherita di Zweibrücken-Bitsch            |                                                              | Giacomo, conte di Zweibrücken-Bitsch                 |                                           |  |  |       |  |  |                                        |  |  |                                        |  |
|                                                      |                                                              | Caterina di Honstein-Klettenberg                     | Ernesto V, conte di Hohnstein-Klettenberg |  |  |       |  |  |                                        |  |  |                                        |  |
|                                                      |                                                              | Caterina di Honstein-Klettenberg                     | Ernesto V, conte di Hohnstein-Klettenberg |  |  |       |  |  |                                        |  |  |                                        |  |
|                                                      |                                                              | Caterina di Honstein-Klettenberg                     | Anna, di Bentheim                         |  |  |       |  |  |                                        |  |  |                                        |  |
| Filippo Volfango, conte di Hanau-Lichtenberg         |                                                              | Caterina di Honstein-Klettenberg                     |                                           |  |  |       |  |  |                                        |  |  |                                        |  |
|                                                      | Ludovico Casimiro, conte di Hohenlohe-Neuenstein-Weikersheim | Giorgio I, conte di Hohenlohe-Neuenstein-Weikersheim |                                           |  |  |       |  |  |                                        |  |  |                                        |  |
|                                                      | Ludovico Casimiro, conte di Hohenlohe-Neuenstein-Weikersheim | Giorgio I, conte di Hohenlohe-Neuenstein-Weikersheim |                                           |  |  |       |  |  |                                        |  |  |                                        |  |
|                                                      | Ludovico Casimiro, conte di Hohenlohe-Neuenstein-Weikersheim | Prassede di Sulz                                     |                                           |  |  |       |  |  |                                        |  |  |                                        |  |
| Volfango, conte di Hohenlohe-Neuenstein-Weikersheim  | Ludovico Casimiro, conte di Hohenlohe-Neuenstein-Weikersheim |                                                      |                                           |  |  |       |  |  |                                        |  |  |                                        |  |
|                                                      |                                                              | Anna di Solms-Laubach                                | Ottone I, conte di Solms-Laubach          |  |  |       |  |  |                                        |  |  |                                        |  |
|                                                      |                                                              | Anna di Solms-Laubach                                | Ottone I, conte di Solms-Laubach          |  |  |       |  |  |                                        |  |  |                                        |  |
|                                                      |                                                              | Anna di Solms-Laubach                                | Anna di Meclemburgo-Schwerin              |  |  |       |  |  |                                        |  |  |                                        |  |
| Maria Elisabetta di Hohenlohe-Neuenstein-Weikersheim |                                                              | Anna di Solms-Laubach                                |                                           |  |  |       |  |  |                                        |  |  |                                        |  |
|                                                      |                                                              | Guglielmo I, conte di Nassau-Dillenburg              | Giovanni V, conte di Nassau-Dillenburg    |  |  |       |  |  |                                        |  |  |                                        |  |
|                                                      |                                                              | Guglielmo I, conte di Nassau-Dillenburg              | Giovanni V, conte di Nassau-Dillenburg    |  |  |       |  |  |                                        |  |  |                                        |  |
|                                                      |                                                              | Guglielmo I, conte di Nassau-Dillenburg              | Elisabetta d'Assia-Marburg                |  |  |       |  |  |                                        |  |  |                                        |  |
| Maddalena di Nassau-Dillenburg                       |                                                              | Guglielmo I, conte di Nassau-Dillenburg              |                                           |  |  |       |  |  |                                        |  |  |                                        |  |
|                                                      |                                                              | Giuliana di Stolberg-Wernigerode                     | Bodo VIII, conte di Stolberg-Wernigerode  |  |  |       |  |  |                                        |  |  |                                        |  |
|                                                      |                                                              | Giuliana di Stolberg-Wernigerode                     | Bodo VIII, conte di Stolberg-Wernigerode  |  |  |       |  |  |                                        |  |  |                                        |  |
|                                                      |                                                              | Giuliana di Stolberg-Wernigerode                     | Anna di Eppstein-Königstein               |  |  |       |  |  |                                        |  |  |                                        |  |
|                                                      |                                                              | Giuliana di Stolberg-Wernigerode                     |                                           |  |  |       |  |  |                                        |  |  |                                        |  |